# Maria Rydlowa (bibliotekarka)
Maria Jadwiga Rydlowa z domu Skąpska (ur. 15 sierpnia 1919 w Krakowie, zm. 7 marca 2007 tamże) – polska bibliotekarka, kustosz w Bibliotece Polskiej Akademii Nauk w Krakowie.

## Życiorys
Była córką Zygmunta Skąpskiego i Jadwigi z domu Regiec. Pradziad Antoni Skąpski, za przedpowstaniową agitację w 1845 więziony był w Nowym Sączu i we Lwowie, a następnie skazany na 10-letni pobyt w twierdzy na Špilberku w Brnie. Jego dwaj synowie walczyli w powstaniu styczniowym. Franciszek Skąpski poległ pod Miechowem. Ojciec ukończył Politechnikę Lwowską i prowadził przed II wojną światową, oraz krótko po wojnie, firmę budowlaną (m.in. budował niektóre odcinki Zakopianki).
W 1937 ukończyła Państwowe Gimnazjum Humanistyczne im. Królowej Wandy. W czasie wojny pracowała społecznie w Wydziale Opieki Społecznej Zarządu Miasta przy ulicy Garbarskiej. Po wojnie studiowała filologię angielską, nie uzyskując jednak magisterium. W marcu 1954 rozpoczęła pracę zawodową jako gospodarz czytelni Klubu Międzynarodowej Książki i Prasy w Nowej Hucie. W 1955 roku przepracowała kilka miesięcy w Centrali Domu Książki w Krakowie, a od kwietnia podjęła pracę w Bibliotece Polskiej Akademii Nauk w Krakowie.
Po trzech latach pracy w administracji biblioteki, w 1958 została bibliotekarzem w Oddziale Gromadzenia i Uzupełniania Zbiorów. W 1960 przeszła do Oddziału (potem Działu) Opracowania Druków, w 1978 została kustoszem. Położyła duże zasługi dla opracowania zbiorów bibliotecznych, szczególnie jako współtwórczyni katalogu systematycznego. W marcu 1980 przeszła na emeryturę, ale do 1992 pracowała w Dziale Opracowania Druków w niepełnym wymiarze godzinowym.
Od 1942 była żoną Kazimierza Rydla, absolwenta UJ, z którym pracowała w Wydziale Opieki Społecznej, po wojnie zatrudnionego w administracji Huty Lenina (mąż nie był spokrewniony z poetą Lucjanem Rydlem). Zmarła 7 marca 2007 w Krakowie. Pochowana została na cmentarzu Rakowickim.